# Condado de Villafuertes
El Condado de Villafuertes  es un título nobiliario español creado por el rey Fernando VI el 22 de agosto de 1758 a favor de José Basilio Aramburu y Plaza, natural de Tolosa (Guipúzcoa), Teniente General, por méritos de guerra en el ataque de las trincheras delante de Villafranca de Niza (1744), ocupadas por las tropas del Rey de Cerdeña.

## Titulares
- José Basilio de Aramburu Plaza, I Conde de Villafuertes.

- Rosario de Aramburu y Velasco, II Conde de Villafuertes.

- Manuel José de Zavala y Acedo, III Conde de Villafuertes.[3][4]

- Ignacio de Zavala y Salazar, IV Conde de Villafuertes.

- Federico de Zavala y Ortes de Velasco, V Conde de Villafuertes.

- Pilar de Zavala y Bustamante, VI Conde de Villafuertes y VII Marquesa de la Alameda.[5]

- Ramón de Verástegui y Zavala, VII Conde de Villafuertes y VIII Marqués de la Alameda.

- Iñigo de Verástegui y Cobián, VIII Conde de Villafuertes y IX Marqués de la Alameda.[6]